# Robert Leavitt
Robert Grandison "Bob" Leavitt (né le 20 septembre 1883 à Boston, mort le 2 février 1954) est un athlète américain, vainqueur du 110 m haies lors des Jeux olympiques intercalaires de 1906. 
C'est sa seule victoire notable. Le favori était un autre Américain, Hugo Friend, mais il fait tomber la 1re haie et est disqualifié. Leavitt termine dans le même temps que le Britannique Alfred Healey, mais les juges lui donnent la victoire.